# Ōtake
Ōtake (jap. 大竹市 Ōtake-shi) – miasto w Japonii, na wyspie Honsiu, w prefekturze Hiroszima.

## Położenie
Miasto leży w zachodniej części prefektury nad Japońskim Morzem Wewnętrznym, graniczy z miastami:
- Hatsukaichi
- Iwakuni

## Historia
Miasto otrzymało prawa miejskie 1 września 1954 roku.

## Miasta partnerskie
- Dujiangyan